# El Palmaret
El Palmaret és un barri d'Alboraia, a València. Està situat al sud de la localitat, delimitat pel carrer Botànic Cabanilles, el Passeig d'Aragó, el límit amb València i l'antic recorregut de les vies de Metrovalencia. Limita al nord amb el nucli antic d'Alboraia i la zona del Passeig d'Aragó, al sud amb els districtes de Benimaclet i Rascanya (València) y l'horta de la partida de Masquefa, a l'est amb l'horta de les partides de Calvet i Masquefa y a l'oest amb Sant Llorenç (València) i Rei en Jaume. L'any 2023 tenia 8.034 habitants.
El barri d'El Palmaret destaca per ser una zona jove, moderna i integrada a la ciutat de València, lo qual es deu d'una banda a que molts dels seus edificis es construïren entre els anys 90, 2000 i 2010, i d'altra banda a que limita amb zones de València de recent creació, com el barri de Sant Llorenç, i importants vies de la ciutat, com les avingudes dels Germans Machado (Ronda Nord) i Alfauir.

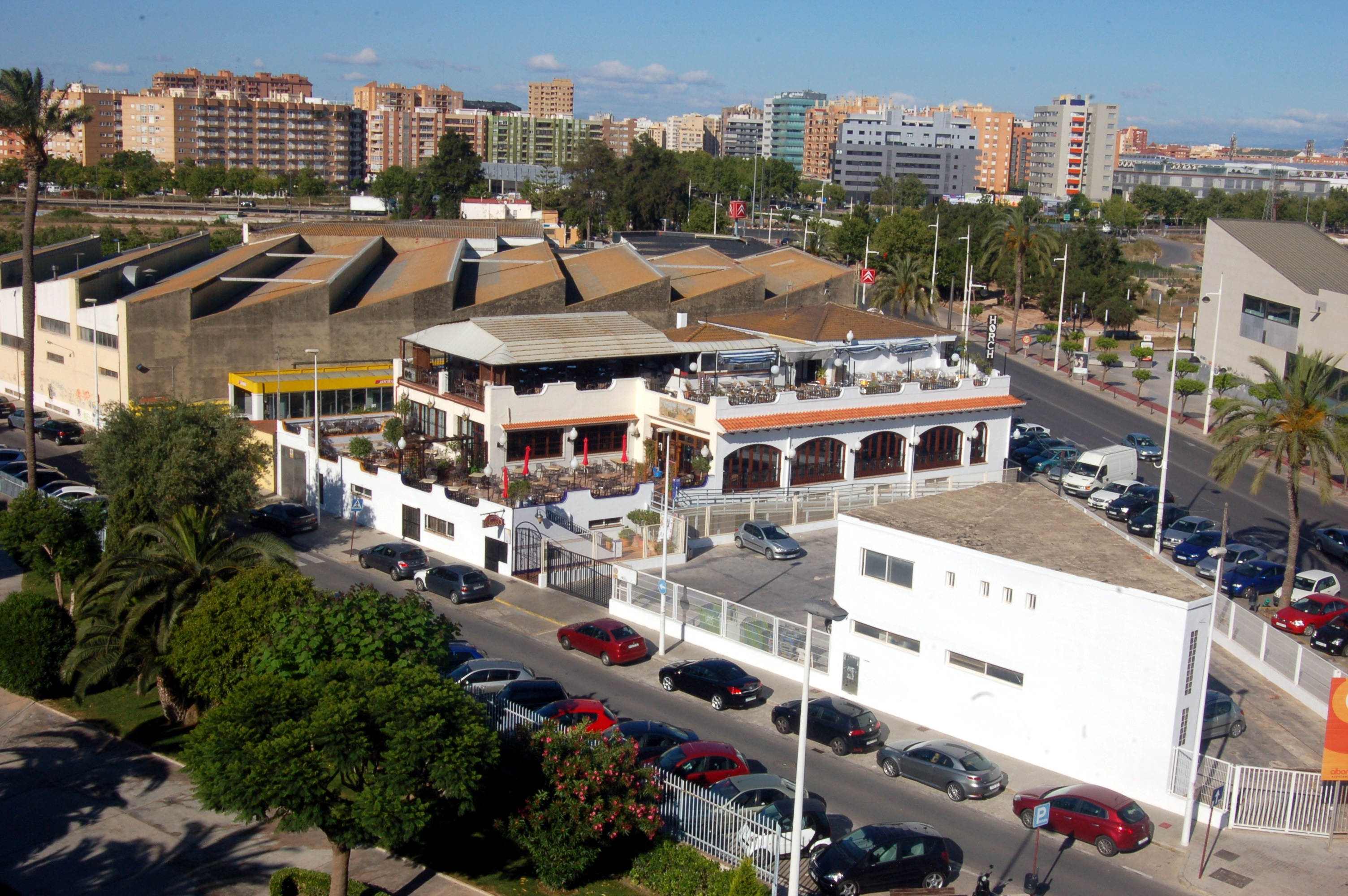
Confluència de les avingudes de l'Orxata, Germans Machado i Alfauir al límit d'El Palmaret

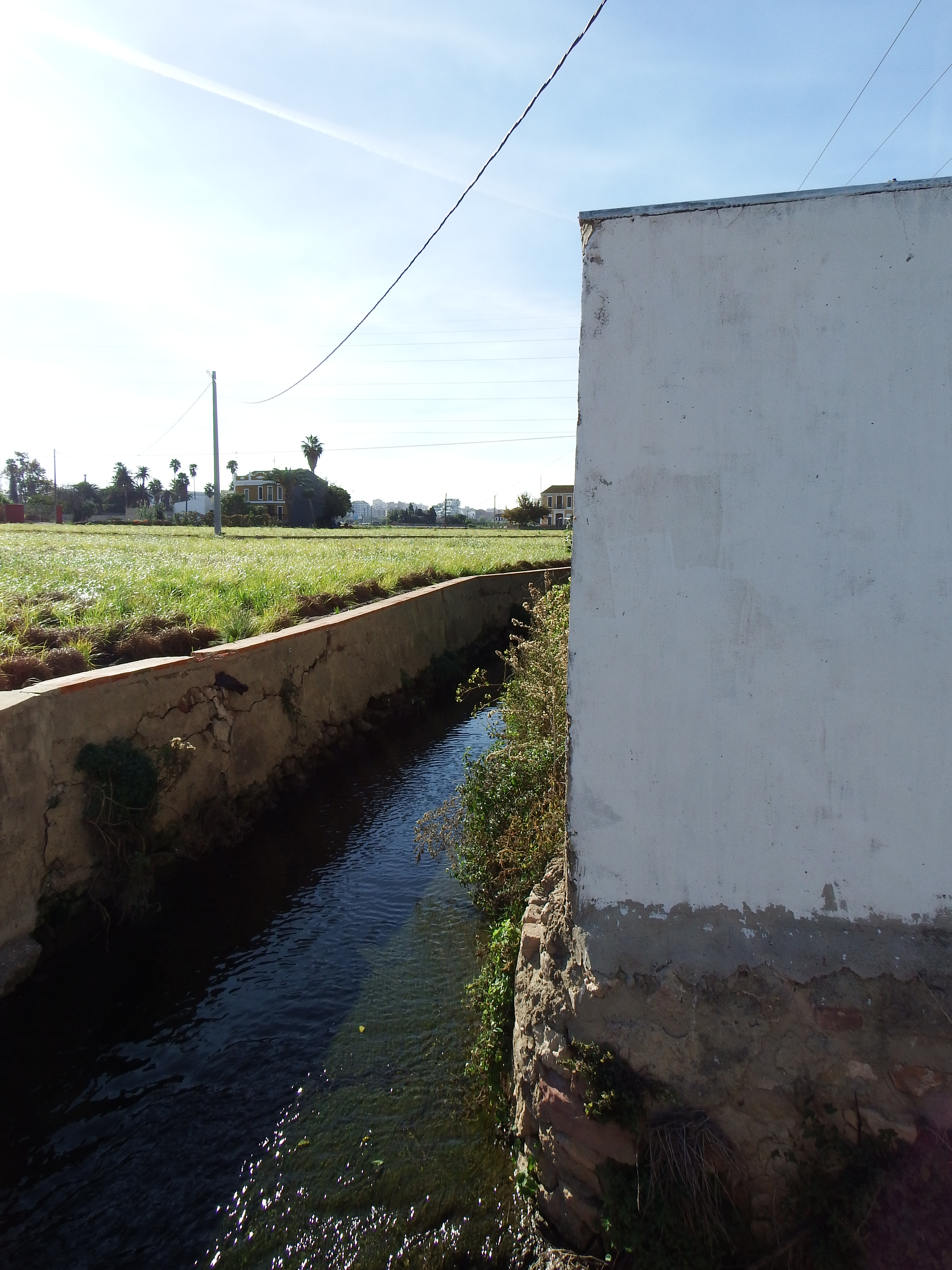
Séquia del Palmaret

## Toponímia
El nom de Palmaret prové de la séquia o barranc del Palmar o Palmaret, que arriva a Alboraia des de Tavernes Blanques i passa per baix del barri, entrant per l'estació d'Alboraia Palmaret, recorrent el carrer Mestre Serrano i eixint pel Passeig d'Aragó cap a l'horta. D'aquesta manera, el bari del Palmaret està construït damunt la séquia la qual li donà el seu nom.

## Història

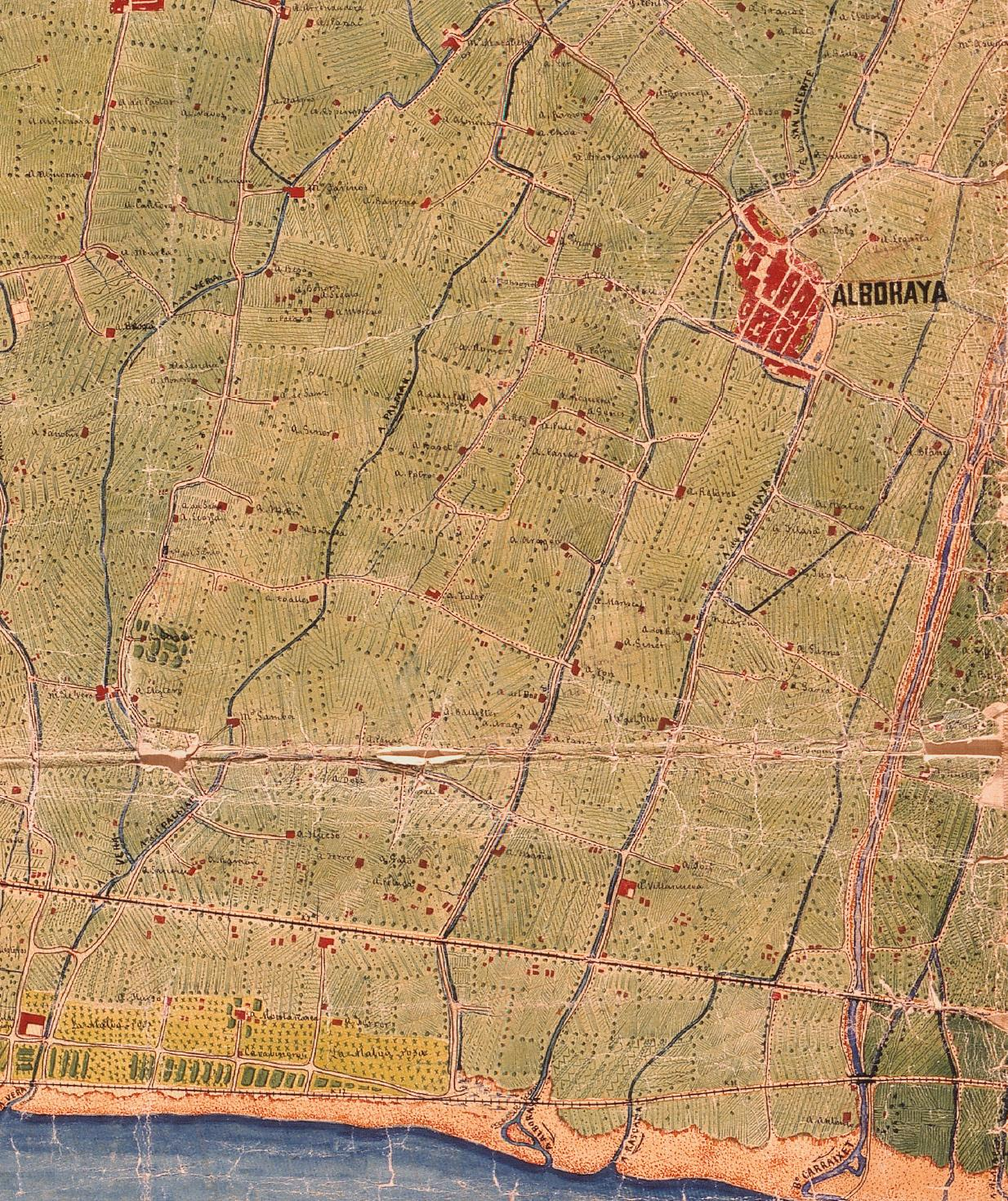
Mapa de 1883

Antigament, els terrenys ocupats hui dia pel barri eren camps de l'horta situats al sud d'Alboraia per on passava el barranc o séquia del Palmar o Palmaret, que en un principi arreplegava aigües sobrants, però s'incorporà al sistema de la séquia de Rascanya al segle XIX. A causa de la presència d'esta séquia, tota la zona es començà a conèixer com El Palmaret.
La urbanització de l'actual barri començà a la dècada dels anys 70 del segle xx. Al començament convisqueren els usos industrials i residencials en el que s'anomenà Polígon industrial del Palmaret. En les primeres dècades, el barri estava format per un primer eixample al sud de Botànic Cabanilles d'una banda, i pel carrer Mestre Serrano i l'Avinguda Ausiàs March per l'altra, que estaven aïllades del nucli urbà d'Alboraia per camps d'horta. Al nou barri arribà gent jove de fora d'Alboraia, sobretot de València capital. Durant les dècades dels anys 90 i 2000 el barri es desenvolupà profundament i quedà unit definitivament al nucli urbà d'Alboraia. A més, començà un procés de substitució dels usos industrials per residencials.

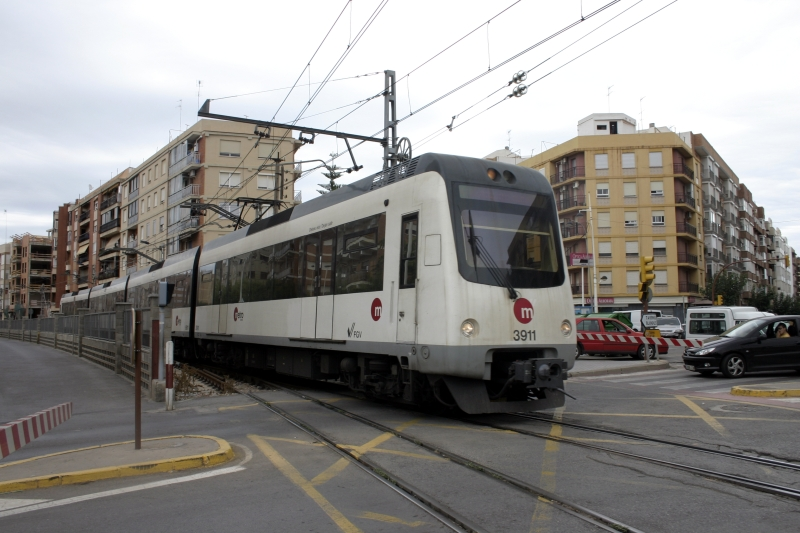
Metro entrant a l'estació de Palmaret al 2005

L'any 2010 tingué lloc un esdeveniment molt important per Alboraia, ja que culminaren les obres del soterrament de les vies del metro que passaven per la localitat. A l'estació del barri (Alboraia Palmaret) es construí un parc i les antigues vies es substituïren per un bulevard.

## Serveis
El barri compta amb tot tipus de serveis:
- Educació: té un col·legi concertat amb infantil, primària i secundària i un centre privat d'FP.[8]
- Sanitat: compta amb un modern centre de salut al carrer Els Furs. A més, tiene diverses clíniques sanitàries privades como dentistes o veterinari i diverses farmàcies.[9]
- Serveis Socials: conta amb un centre de serveis socials de l'Ajuntament.[10]
- Administració i cultura: el Centre Cívic Palmaret acull l'oficina AMIC Palmaret, la qual presta diversos serveis administratius de l'Ajuntament d'Alboraia. A més, al Centre Cívic del barri es realitzen activitatss com tallers i activitats culturals.[11]
- Esport: el complex privat Olympia conté diverses instal·lacions esportives com ara piscines o gimnás.[12]

## Transports

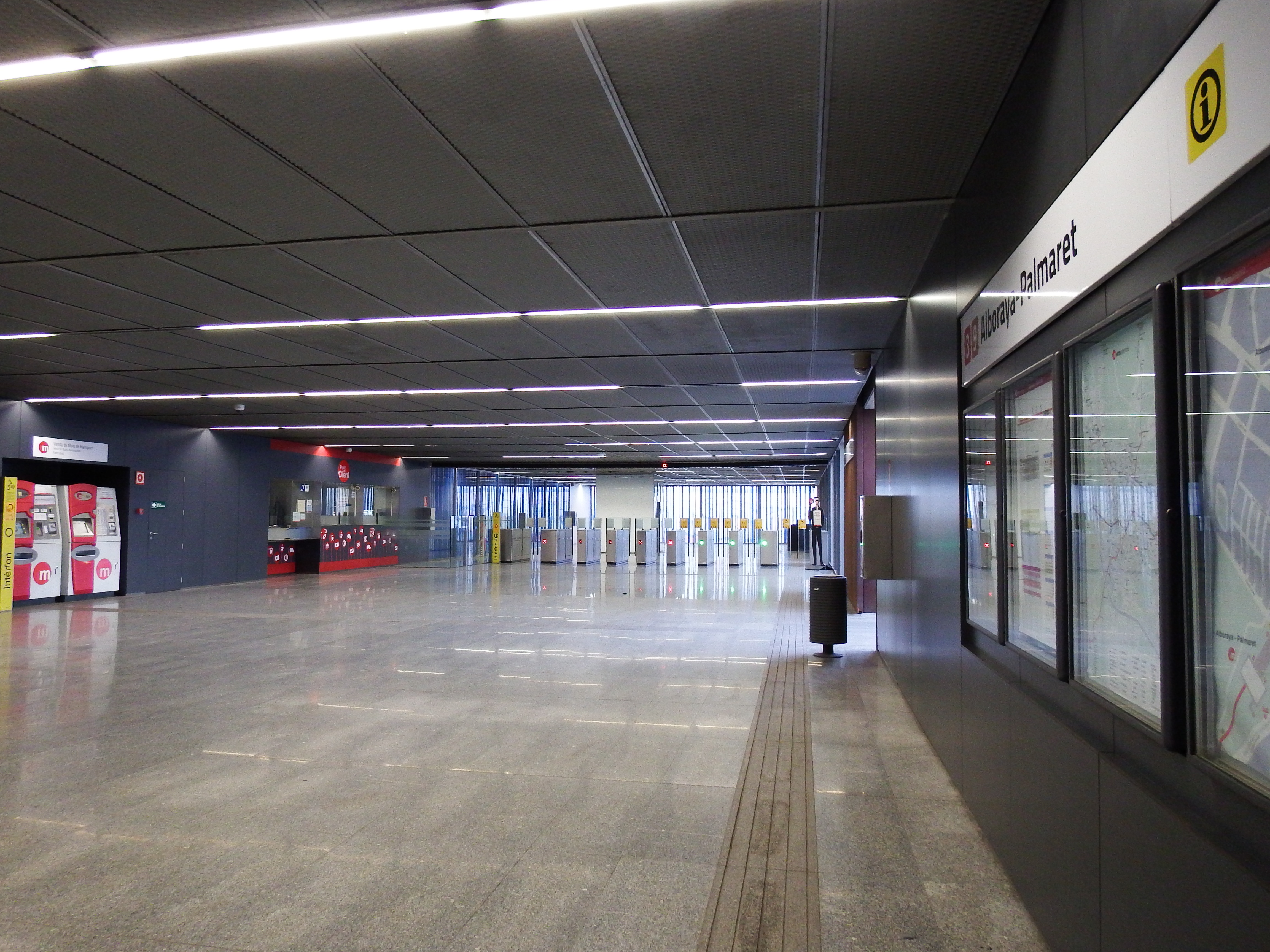
Estació Alboraia Palmaret

### Metro
El barri compta amb una estació de Metrovalencia:
- Alboraia Palmaret

Per la qual passen dues línies de metro:
- Línia 3: Rafelbunyol-Aeroport
- Línia 9: Alboraia Peris Aragó-Riba-roja de Túria[13]

### Autobús
- EMT València: Per El Palmaret passa una línia dels autobusos urbans de la ciutat de València (EMT): 
  - Línia 70: Alboraia - La Fontsanta[14]

- Bus d’Alboraya: El barri té diverses parades del Bus d’Alboraya, línia d'autobús urbà que recorre el municipi d'Alboraia i el connecta amb la localitat pròxima de Tavernes Blanques.[15]

## Cultura
A El Palmaret trobem diverses associacions, com l'Associació de Veïns i Veïnes El Palmaret, associació veïnal que lluita pels interessos del barri, i la Falla El Palmaret, que organitza la festa de les falles al barri. Va pertànyer a l'Agrupació de Falles Mestalla-Benimaclet, però actualment pertany a la Junta Local Fallera d'Alboraia.

### Festes
- Dia Europeu del Veí: diverses associacions, como ara l'Associació de Veins i Veïnes El Palmaret, l'Associació Dones Actives y la Falla El Palmaret s'unixen cada any per organitzar a finals de maig el Dia Europeu del Veí al barri, en el qual es fa el tradicional sopar de germanor al carrer. És la festa més característica del barri, en la qual es fomenta l'esperit de veïinatge entre els seus habitants.[17]
- Falles: un dels esdeveniments més importants que tenen lloc al barri és la celebració de les Falles. La Falla El Palmaret ompli de música i tradició el barri amb passacarrers, despertaes, mascletaes, discomobils o activitats infantils.[6]
- Sant Joan: en setmanes pròximes a Sant joan, la falla del barri crema la seua pròpia foguera i organitza diverses activitats.
- Firalboraia: és una fira comercial i artesanal que té lloc al Passeig d'Aragó en la qual es realitzen múltiples activitats.[18]

## Imatges

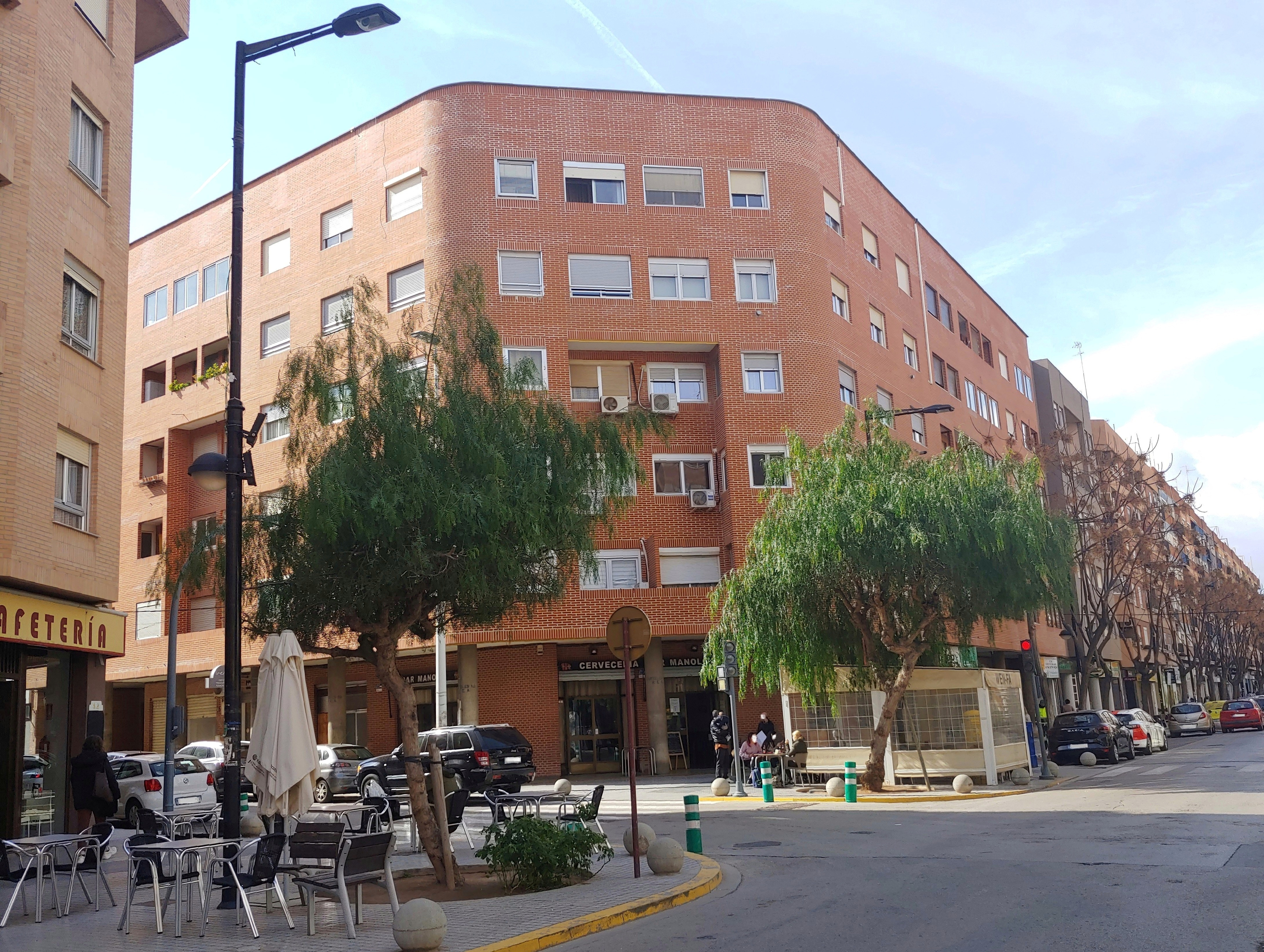
Avinguda Ausiàs March
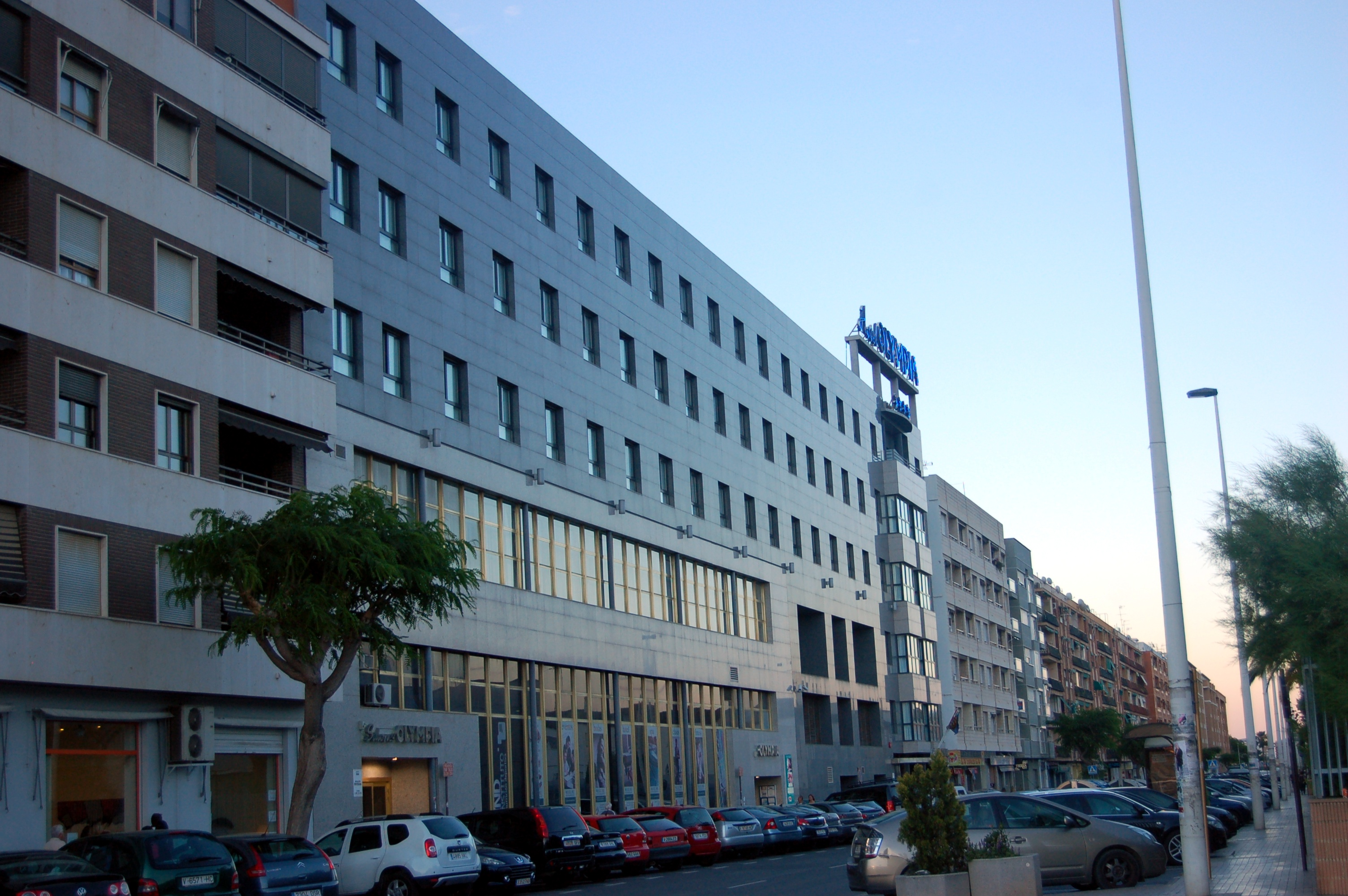
Olympia - Carrer Mestre Serrano
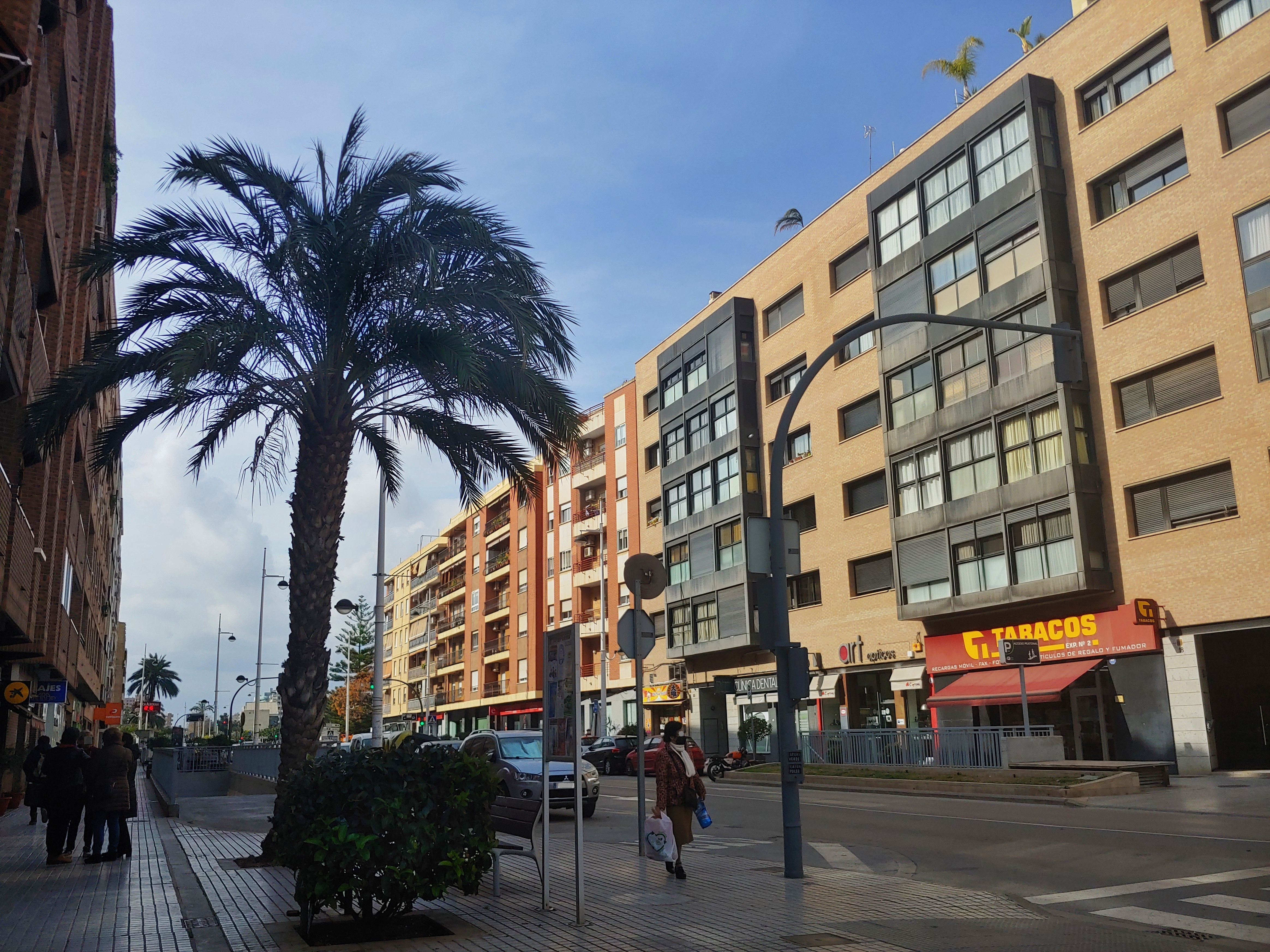
Avinguda de l'Orxata
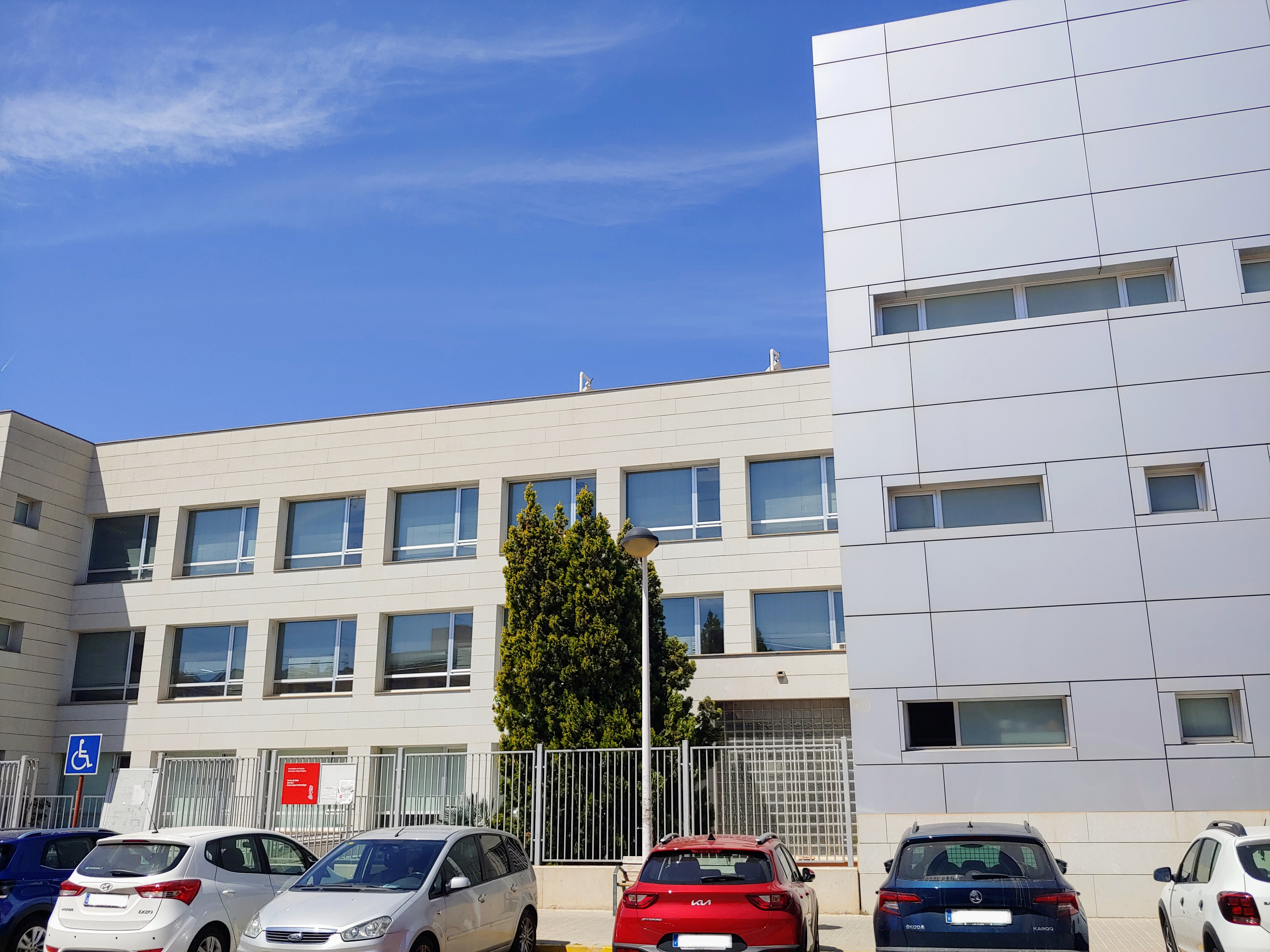
Centre de Salut Els Furs
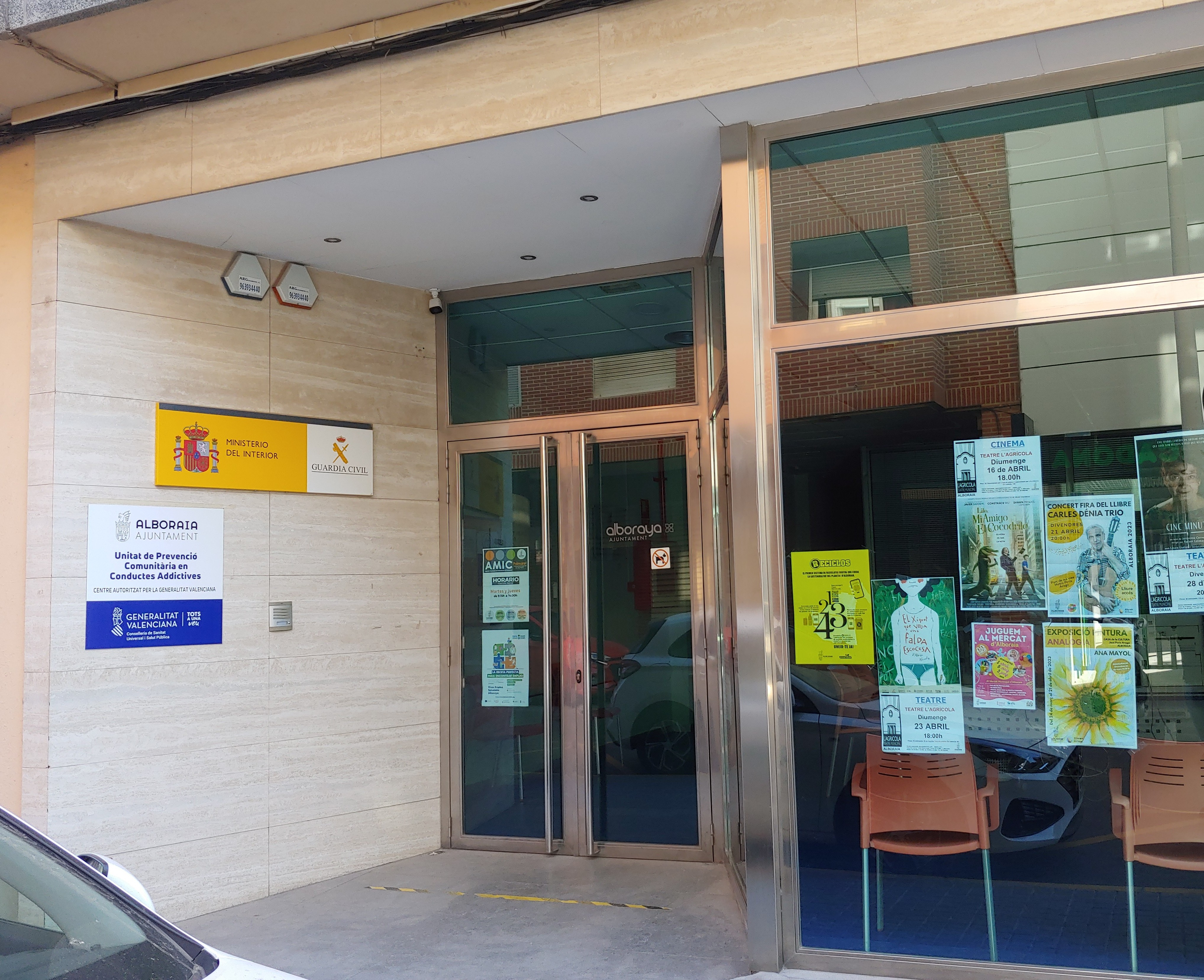
Centre Cívic Palmaret
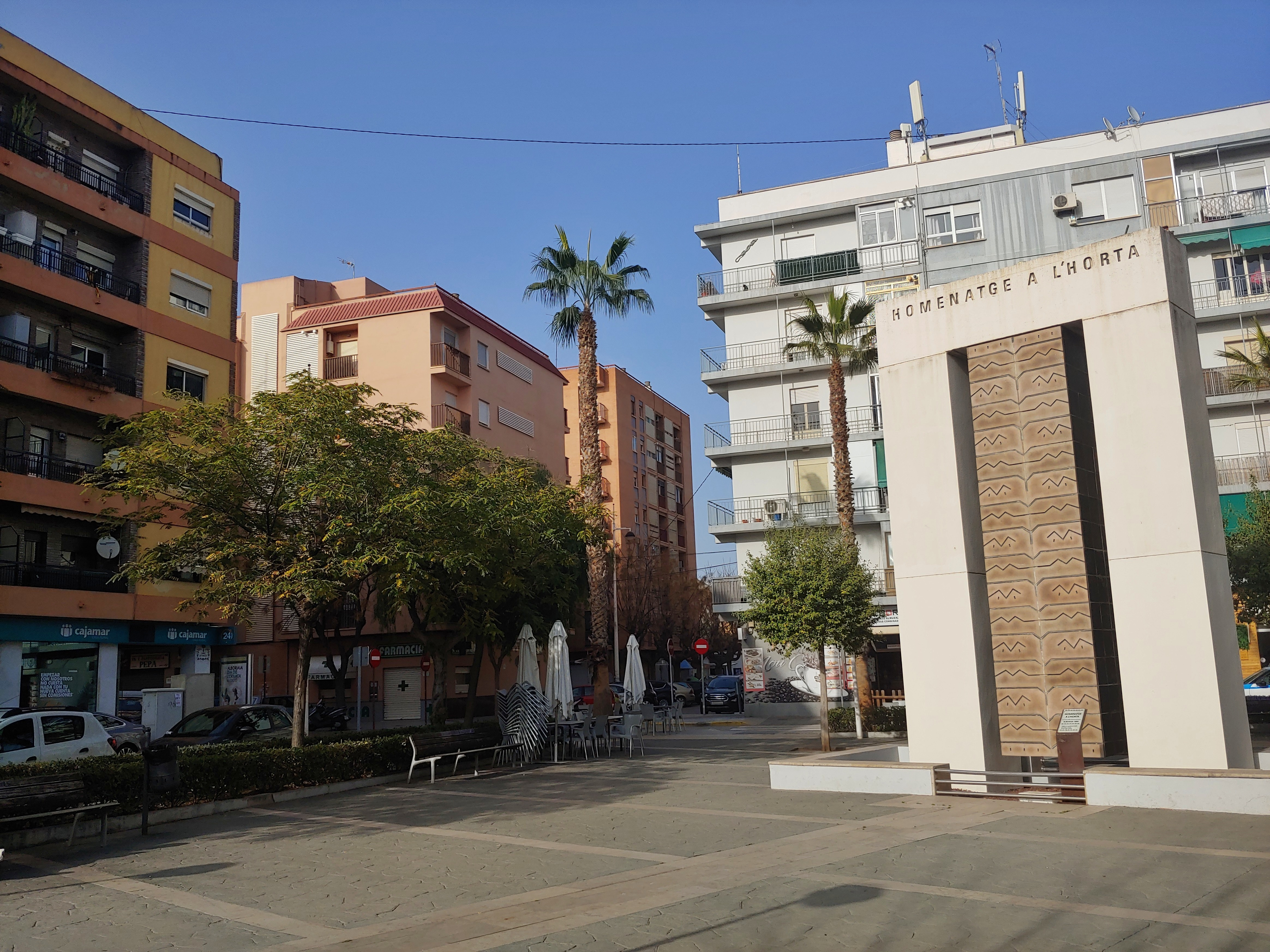
Plaça Francisco Tomás y Valiente
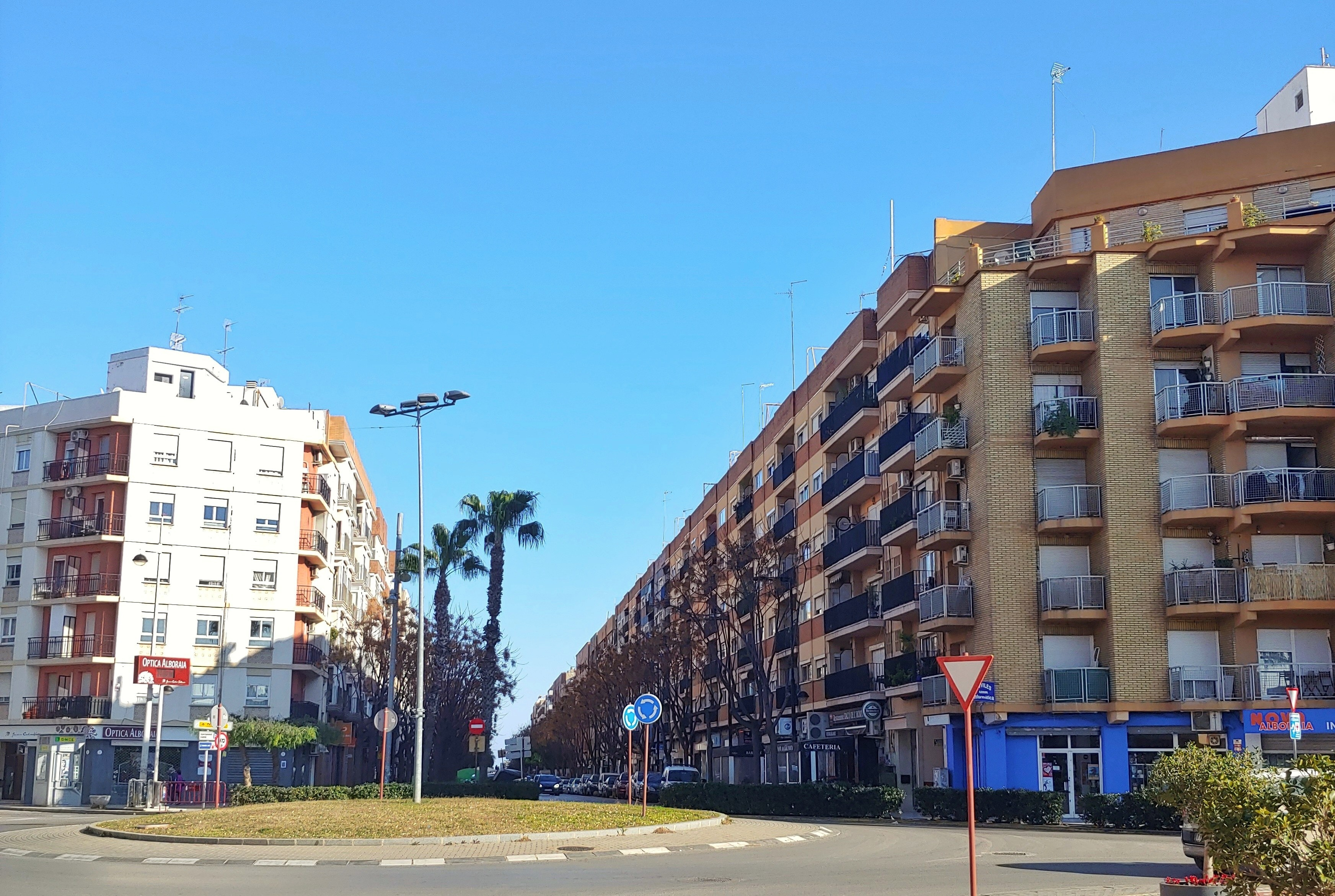
Glorieta
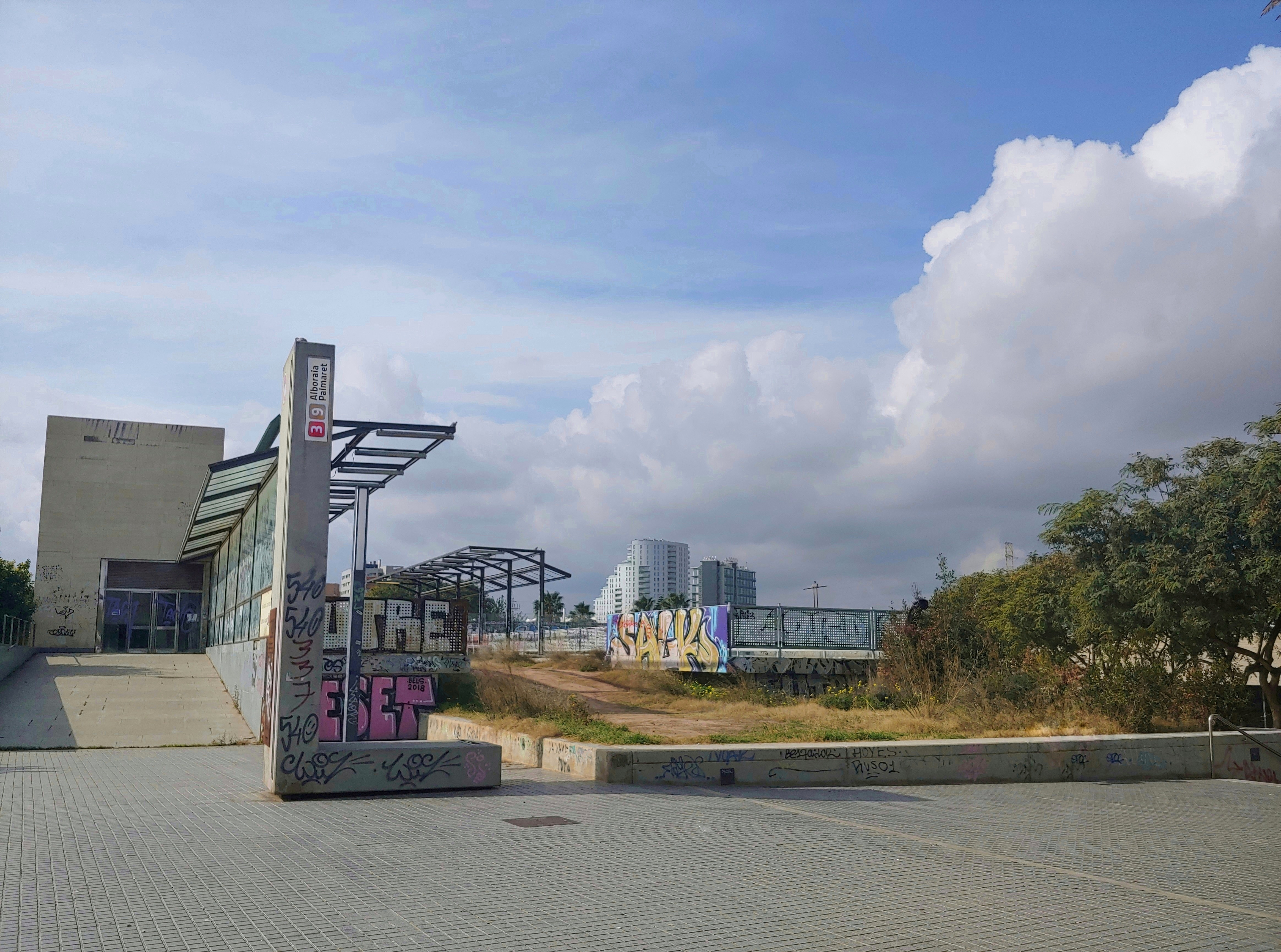
Antiga estació de Palmaret
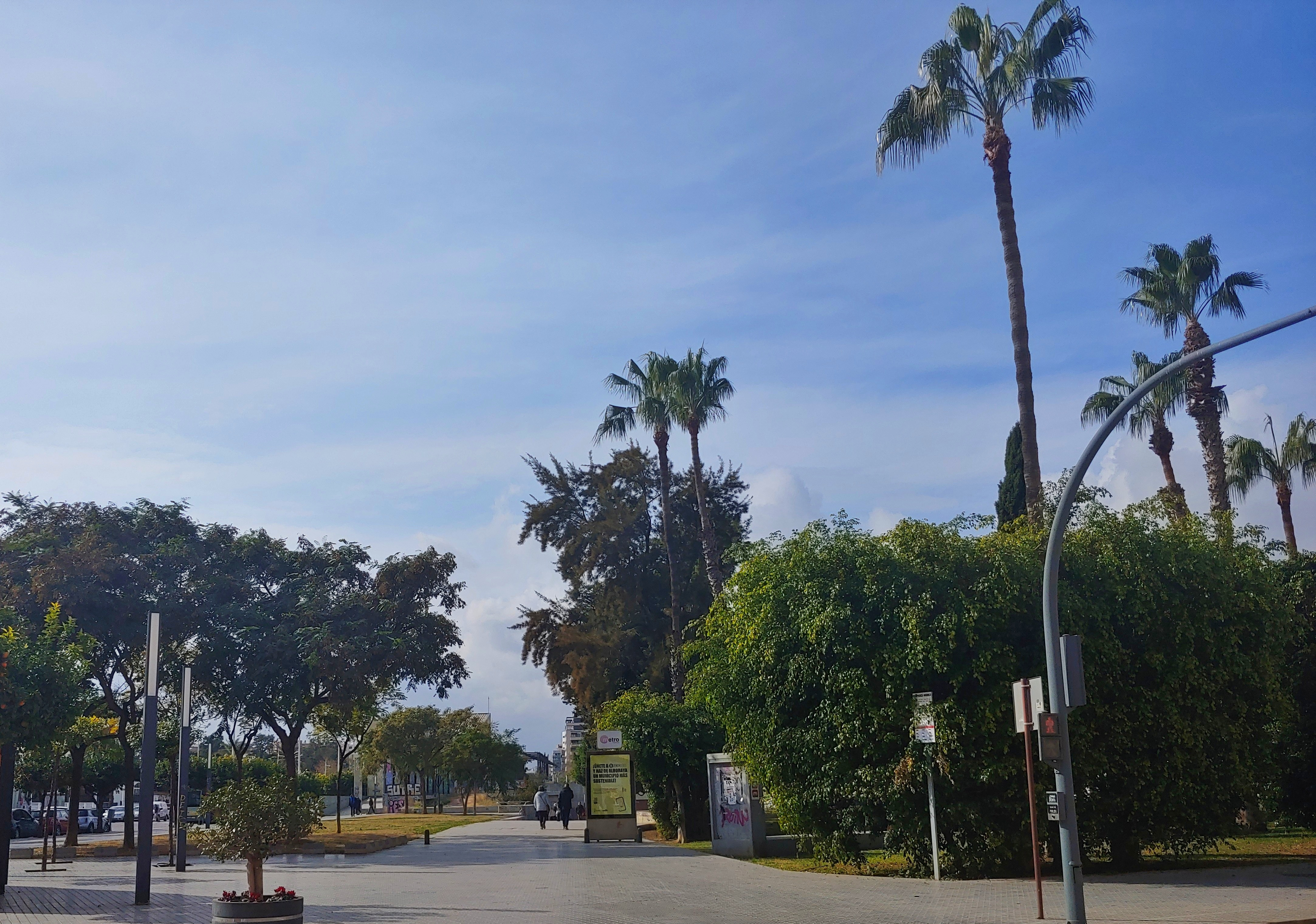
Parc de l'estació del Palmaret
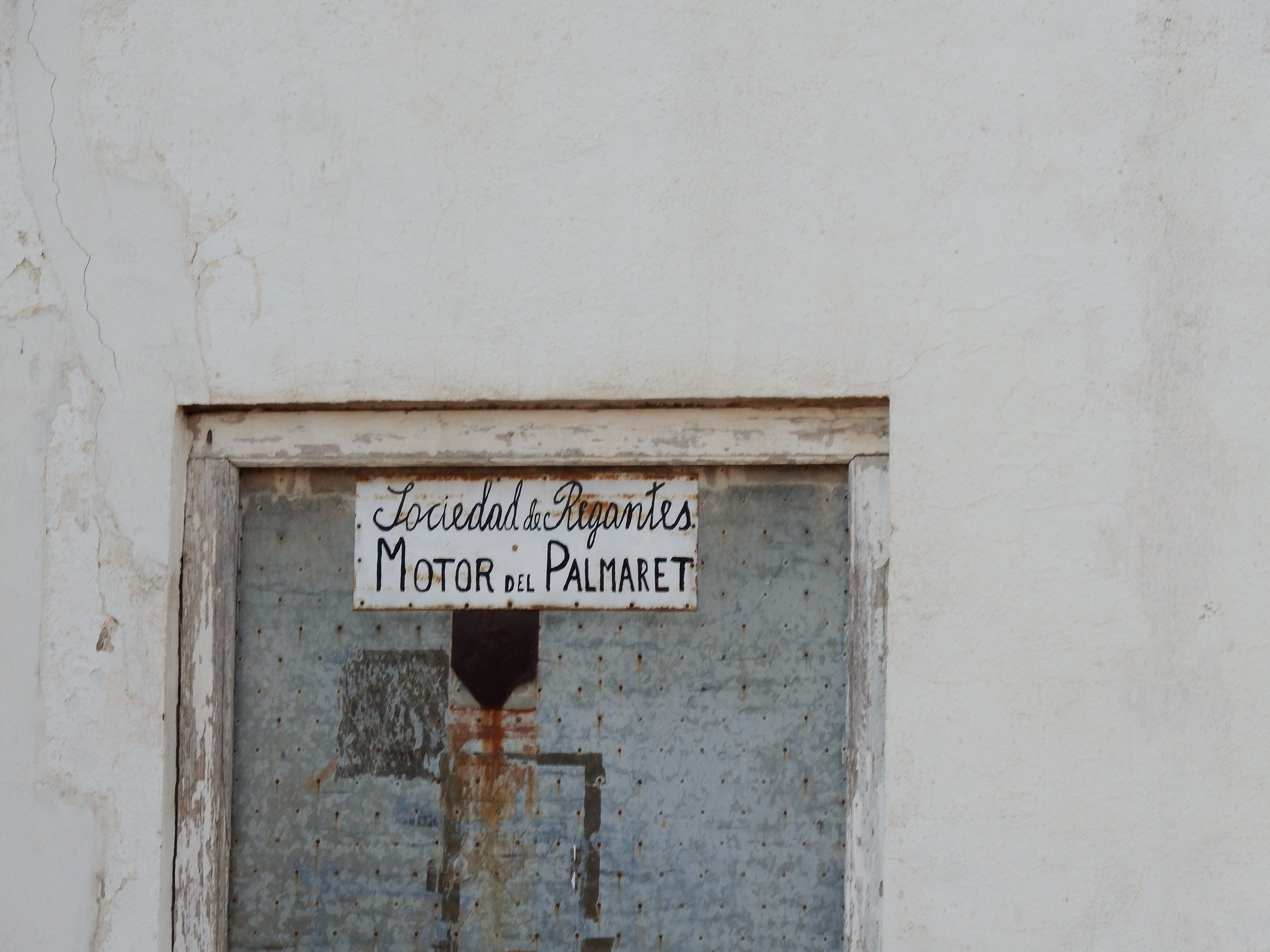
Motor del Palmaret
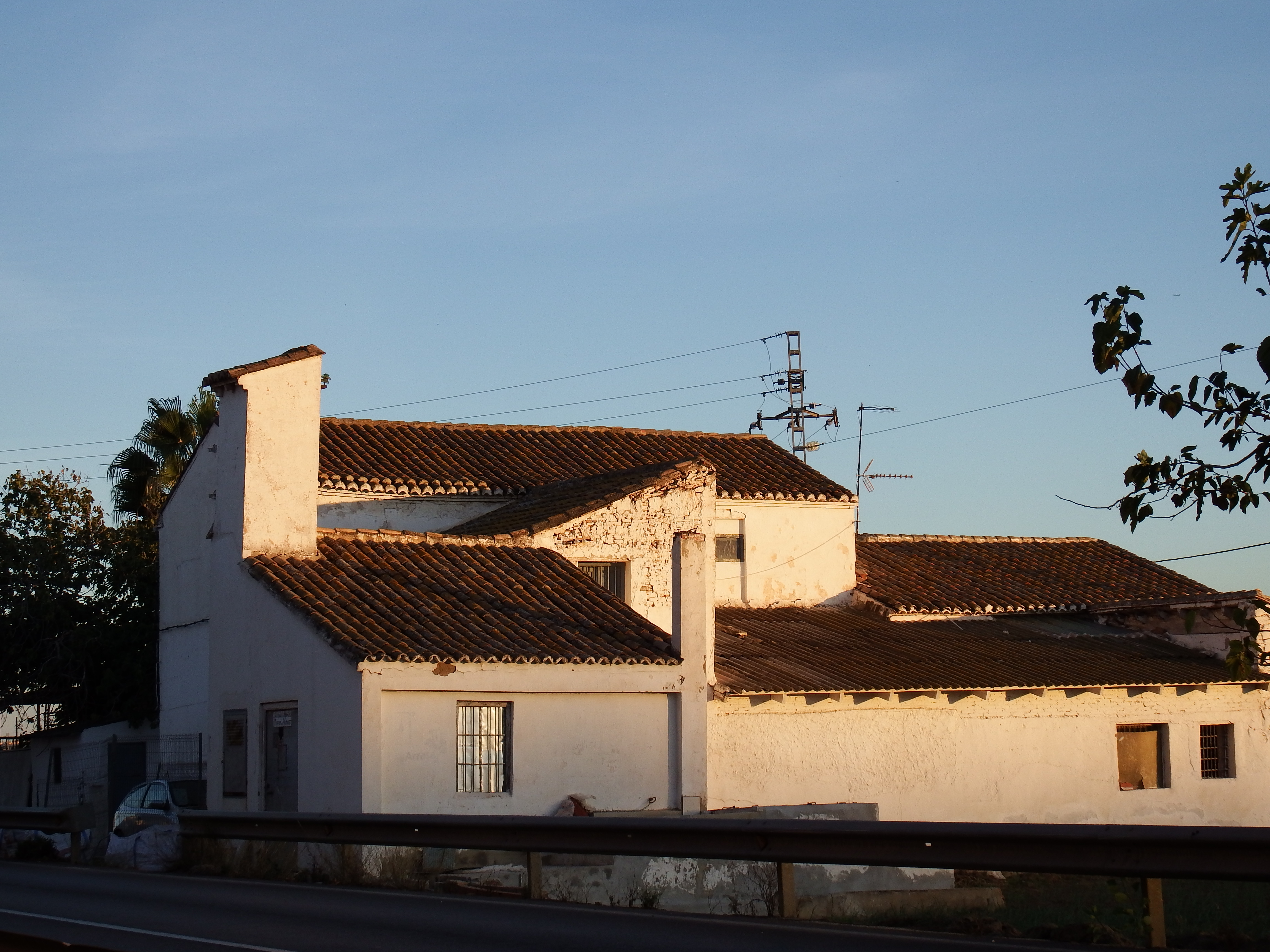
Alqueria Motor del Palmaret
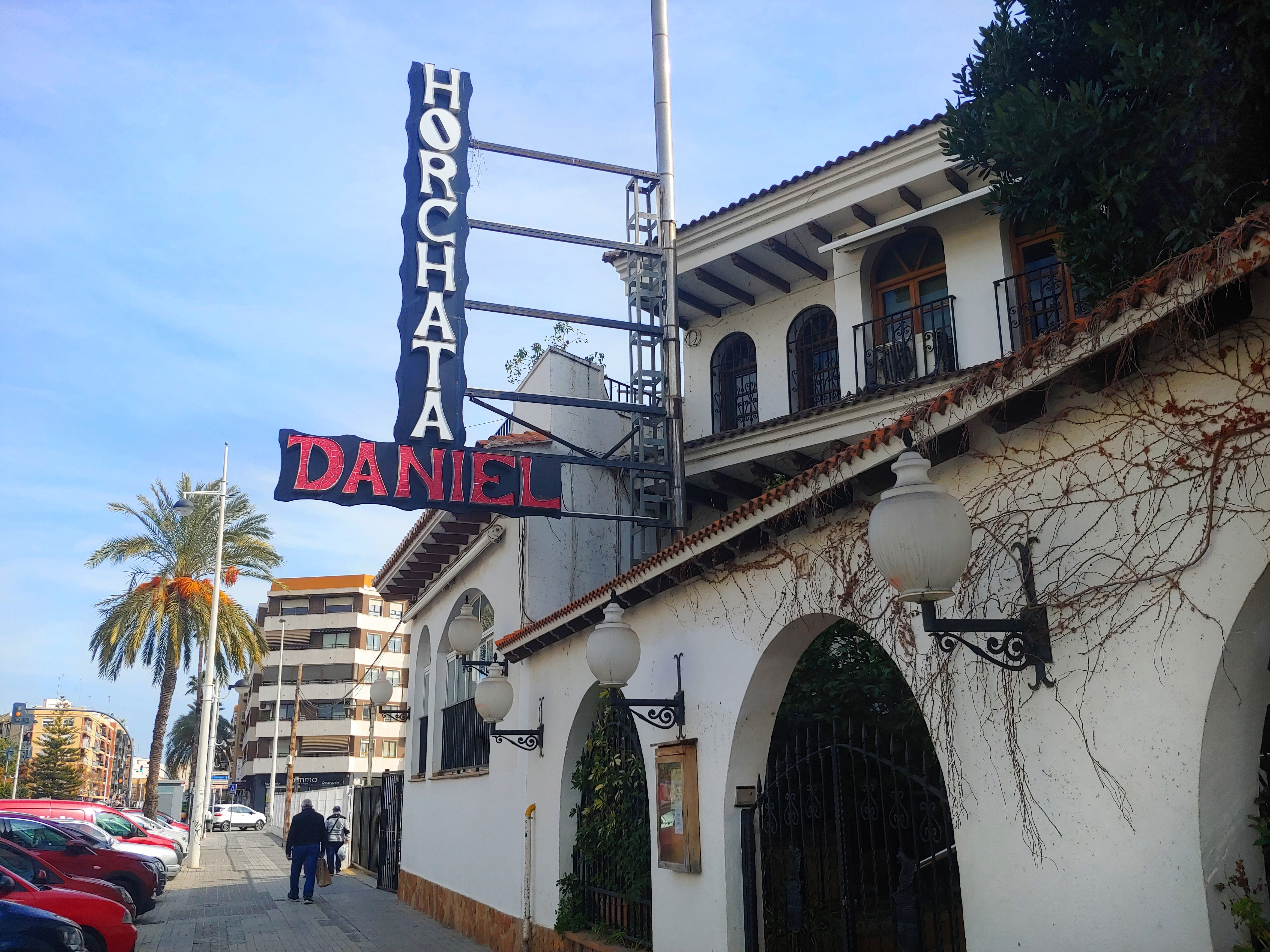
Orxateria Daniel